# Paul Raymond
Paul Raymond (15. november 1925 – 2. marts 2008), døbt Geoffrey Anthony Quinn, og også kendt som The King of Soho, var en engelsk bladkonge og showbiz-mand, måske bedst kendt for Raymond Revuebar, som i et halvt århundrede var en turistattraktion i det centrale London.
Han debuterede i sexbranchen i 1951 med topløsshowet Festival of Nudes, hvor de optrædende kvinder måtte stå bomstille på scenen for ikke at få problemer med myndighederne. 
I 1958 åbnede han Raymond Revuebar, som på det tidspunkt var Englands eneste striptease show. Den lukkede i 2004.
I 1970'erne lancerede han mandeblade såsom Men Only, Mayfair og Club International.
Senere tjente han en formue på ejendomshandel. Ifølge avisen Evening Standard 3.3.2008 efterlod han en formue på 650 millioner pund.

## Eksterne links
- Reuters 3.3.2008: Porn king Paul Raymond dies aged 82 Arkiveret 22. september 2008 hos  Wayback Machine
- The Independent, 4.3.2008: Paul Raymond, the king of the Soho sex trade, dies aged 82
- The Guardian, 4.3.2008: Striptease entrepreneur Paul Raymond dies aged 82